# Janin Pisarek
Janin Pisarek (* 6. August 1990 in Schmalkalden) ist eine deutsche Erzählforscherin, Kulturwissenschaftlerin, Autorin und Illustratorin.

## Werdegang
Pisarek studierte Philosophie, Volkskunde (Empirische Kulturwissenschaft)/Kulturgeschichte und Erziehungswissenschaft an der Friedrich-Schiller Universität Jena. Während dieser Zeit arbeitete sie an Ausstellungen im Kunsthof und Stadtmuseum Jena, wirkte in interdisziplinären Forschungsprojekten im Bereich Kaukasiologie, Biologie und Biologiedidaktik mit und trat der Thüringischen Vereinigung für Volkskunde bei. Seit ihrem Studium arbeitet sie an unterschiedlichen Museen sowie im Bereich der Kulturellen Bildung und Biografiearbeit. Für Rohnstock Biografien managte sie teils auf mehrere Monate angelegte Erzählprojekte, in denen mit der Methode des Erzählsalons ostdeutsche Umbruchserfahrungen (Transformation) generiert und aufbereitet wurden.
Von 2018 bis 2024 agierte sie als Redakteurin für die Zeitschrift Heimat Thüringen des Heimatbund Thüringen. Sie schreibt regelmäßig für die Buchveröffentlichungen des Leiermann-Verlags und den Leiermann-Kultur-Blog und den Arbeitskreis für vergleichende Mythologie.
Seit 2016 publiziert sie aktiv, besonders im Bereich der Erzählforschung und Kulturgeschichte. Als volkskundliche Erzählforscherin liegen ihre Forschungsschwerpunkte in der historisch-komparatistischen Narratologie (insbesondere den Gattungen Märchen, Sage, Mythos, Alltagserzählung, Lebensgeschichte). Dabei widmet sie sich besonders den Sagengestalten des deutschsprachigen Raumes (z. B. Nixen, Werwölfe, Wechselbälger) und Motiven der dämonologischen Sage und des europäischen Zaubermärchens (z. B. Gestörte Mahrtenehe, Tierverwandlungen, Pflanzenmetamorphosen). 2018 bis 2022 schrieb sie für die Rubrik Erzählforschung in der Schweizerischen Zeitschrift Märchenforum. 2019 stieß sie zum interdisziplinären, von Florian Schäfer gegründeten Projekt Forgotten Creatures hinzu, dessen Team sie seitdem als Autorin, Beraterin und Lektorin ergänzt. Insbesondere ihr gemeinsames Sachbuch Fabeltiere wurde in der deutschen Fachpresse gewürdigt. Neben ihrer Publikationstätigkeit gibt sie Vorträge, Lesungen und ist immer wieder in verschiedenen Podcasts zu Gast.

## Ehrenämter
- Seit 2025 Vizepräsidentin der Europäischen Märchengesellschaft
- Seit 2024 Fachgruppe Wissenschaft der Schweizerischen Märchengesellschaft[19]
- Seit 2024 Mitglied des Arbeitskreises für interdisziplinäre Hexenforschung
- Seit 2018 Jury zur Vergabe der „Kulturnadel des Freistaats Thüringen“
- Seit 2018 Berufenes Mitglied der Kommission für Erzählforschung (Deutsche Gesellschaft für Empirische Kulturwissenschaft)
- Seit 2017 Berufenes Ausschussmitglied Volkskundliche Kommission für Thüringen
- Bis 2024 Vorstandsmitglied des Heimatbund Thüringen und Kulturrat Thüringen
- Bis 2020 Vorstandsmitglied der Thüringischen Vereinigung für Volkskunde

## Publikationen (Auswahl)
Bücher
- mit Florian Schäfer: Fabeltiere. Tierische Fabelwesen der deutschsprachigen Mythen, Märchen und Sagen. Köln: Böhlau, 256S., 2023. ISBN 978-3-412-52757-0
- mit Florian Schäfer: Hausgeister. Household Spirits of German Folklore. Toronto: Eye of Newt Books, 196S., 2023. ISBN 978-1-77779-181-0
- mit Florian Schäfer: Hausgeister. Fast vergessene Gestalten der deutschsprachigen Märchen- und Sagenwelt. Köln: Böhlau, 196S., 2020. ISBN 978-3-412-52020-5
- mit Rohnstock Biografien: Handwerk erzählt: Thüringen. Berlin: Rohnstock, 197S., 2020.
- mit Rohnstock Biografien: Handwerk erzählt: Sachsen. Berlin: Rohnstock, 197S., 2020.
- mit Konrad Kessler: Wilhelm Löber. Bauhaus-Schüler · Keramiker · Bildhauer. Bürgel: Förderkreis Keramik-Museum Bürgel und Dornburger Keramik-Werkstatt e. V., 51S., 2018.
- Die Sammlung Heinz. Westdeutsche Keramik von 1960–2010. Bürgel: Förderkreis Keramik-Museum Bürgel und Dornburger Keramik-Werkstatt e. V., 43S., 2018.

Aufsätze
- German-Speaking Europe: Moosweiblein, Wichtel and Nixen. In: Simon Young, Davide Ermacora (Hrsg.): The Exeter Companion to Fairies, Nereids, Trolls and Other Social Supernatural Beings: European Traditions, Exeter: Exeter University Press (Exeter New Approaches to Legend, Folklore and Popular Belief), 2024, S. 155–172.
- Verwandlungen, Verwünschungen und magische Gegenstände. Worin liegt der Märchenzauber? In: Märchenspiegel. Zeitschrift für internationale Märchenforschung und Märchenpflege, Jg. 35, Heft 2/2024, S. 41–48.[20]
- Die phantastischen Bildwelten Gustav Dorés. Von einem einzigartigen Künstler zwischen kaltem Realismus und bizarren Visionen. In: Thomas Stiegler: Der Leiermann Kultur-Blog. Grieskirchen (AT) 2024.
- Das letzte Einhorn – Vom stürmischen Fabelwesen zum Weihnachtsklassiker. In: Kulturgeschichten rund ums Weihnachtsfest. Grieskirchen (AT): Leiermann Verlag, 2023, S. 165–178. ISBN 978-3-903388-53-6
- Antiker Mythos in europäischen Volkserzählungen. In: MYTHO-Blog des Arbeitskreises für vergleichende Mythologie. Leipzig 2023.
- Die Nelke – Kulturgeschichte eines bedeutungsvollen Symbolträgers. In: Thomas Stiegler: Der Leiermann Kultur-Blog. Grieskirchen (AT) 2023.
- Erzählen vom Mothman. Einbindung regionaler Folklore in globale Verschwörungsnarrative. In: Brigitte Frizzoni (Hrsg.): Verschwörungserzählungen, Tagungsband der Kommission für Erzählforschung der Deutschen Gesellschaft für Volkskunde. Würzburg: Königshausen & Neumann, 2020, S. 205–218. ISBN 978-3-8260-6670-2
- Von Werwölfen und Wolfsmenschen. Die Verwandlungstypen in Werwolfnarrativen. In: Harlinda Lox, Ricarda Lukas (Hrsg.): Verwandlung in Märchen und Mythen, Tagungsband der Europäischen Märchengesellschaft. Krummwisch: Königsfurt Urania, 2020, S. 139–161. ISBN 978-3-86826-960-4
- „All you can eat?“ Von Nahrungstabus und Speiseverboten in Märchen. In: Märchenspiegel. Zeitschrift für internationale Märchenforschung und Märchenpflege, Jg. 28, Heft 1/2017, S. 28–34.
- Mehr als nur die Liebe zum Wassergeist. Das Motiv der „gestörten Mahrtenehe“ in europäischen Volkserzählungen. In: Märchenspiegel. Zeitschrift für internationale Märchenforschung und Märchenpflege, Jg. 27, Heft 1/2016, S. 3–8.

Podcast-Folgen
- Mit Noemi Girgla: Sagenhafter Odenwald (Rhein-Neckar-Zeitung), Staffel IV, Folge 1 »Schwarze Hunde«, 2. August 2024.
- Mit Birgit Seiser: Fake Busters. Verschwörungstheorien enttarnt (KURIER, AT), »The Mothman: Was steckt hinter dem mysteriösen Fabelwesen?«, 11. Juni 2024.

Rezensionen und Kritiken zum Sachbuch-Werk
- Heidrun Alzheimer: Rezension in Zeitschrift für Empirische Kulturwissenschaft, 12.05.2025.
- Helga Maria Wolf: Rezension im Austria-Forum, 09.04.2024.
- Wolfgang Krischke: In Deckung, der Geisterhund kommt!, 21.01.2024. (erschienen in FAZ und Perlentaucher)
- Angelika Benedicta Hirsch: Rezension im Märchenspiegel, 18.01.2024.
- Laura Birnbaum: Kleine Wesen in großem Format, 10.01.2021.

## Illustrationen
Pisarek illustriert sowohl im Musikbereich (unter anderem Schallplattencover für Metalucifer) als auch im kulturellen Bereich, wo sie besonders Sagen und Märchen, beispielsweise für die Märchen-Stiftung Walter Kahn oder Schloss Bertholdsburg, illustriert und schon an Kinderbüchern mitgewirkt hat. Mit dem Thüringer Kulturpass hat sie ein Malbuch entwickelt und Thüringer Sagen für verschiedene Museen illustriert.
- mit Anne Kalies: Sagenhaftes Thüringen. Von feuerspeienden Lindwürmern, wütenden Riesen und schaurigen Hochzeiten. LKJ Thüringen, Erfurt 2022 (PDF).
- mit Anne Kalies: Sagenhaftes Thüringen. Von geheimnisvollen Reitern, goldenen Schafen und verzauberten Schmieden. LKJ Thüringen, Erfurt 2021 (PDF).

## Auszeichnungen
- 2017: Gesonderter Förderpreis der Märchen-Stiftung Walter Kahn für herausragende Studienabschlussarbeit in der volkskundlich historisch-vergleichenden Erzählforschung für ihre Arbeit „Wer hat Angst vorm bösen Wolf?“ Die Rückkehr des Wolfes in Deutschland und ihre Beeinflussung durch Volksglaube & Narrative[25]